# Antonín Kammel
Antonín Kammel – auch Kamel, Kammell, Kamml, Khaml, Cammell (* 21. April 1730 in Běleč; † 5. Oktober 1784 in London) war ein tschechischer Violinist und Komponist.

## Leben und Wirken
Antonín Kammel, der Sohn eines Forstmeisters, besuchte das Piaristen Kollegium in Slaný, wo er auch in Musik unterwiesen wurde. Anschließend studierte er zwischen 1751 und 1754 Philosophie und Rechtswissenschaften an der Prager Universität. Graf Vincenc von Waldstein schickte ihn ab 1759 zum Violinstudium zu Giuseppe Tartini in Padua. Danach wirkte Kammel in den Residenzen der Waldsteins. Um 1765 kam er über Würzburg, Rotterdam und Hamburg, wo er Konzerte gab, nach London, wo er als Konzertsolist auftrat und seit 1770 Violinist der Royal Chapel war. Seit 1768 trat er auch im Rahmen der Bach-Abel-Konzerte auf. Kammel gehörte zu jenen Musikern, die Leopold Mozart in seinem Tagebuch als einen der „Londoner Musiker“ erwähnte. In einem Schreiben schilderte Kammel dem Grafen Waldstein die Auftritte des jungen Wolfgang Amadeus Mozart.
Kammel komponierte zahlreiche Werke, darunter Streichquartette, Trios und Duos, Sonaten, Ouvertüren und Divertimenti sowie möglicherweise fünf Violinkonzerte, von denen jedoch nur eines erhalten ist. Die Kammermusik wurde zum Teil bis ins 19. Jahrhundert hinein verlegt und aufgeführt.
Sein Stil ist frühklassisch und kommt der Musik von Johann Christian Bach und Carl Friedrich Abel nahe, aber auch einigen Frühwerken Joseph Haydns. Kammels Streichquartett Op. 4 Nr. 1 wurde irrtümlich unter Hob. III:C11 Haydn zugeordnet.